# چوماش (یهودیت)

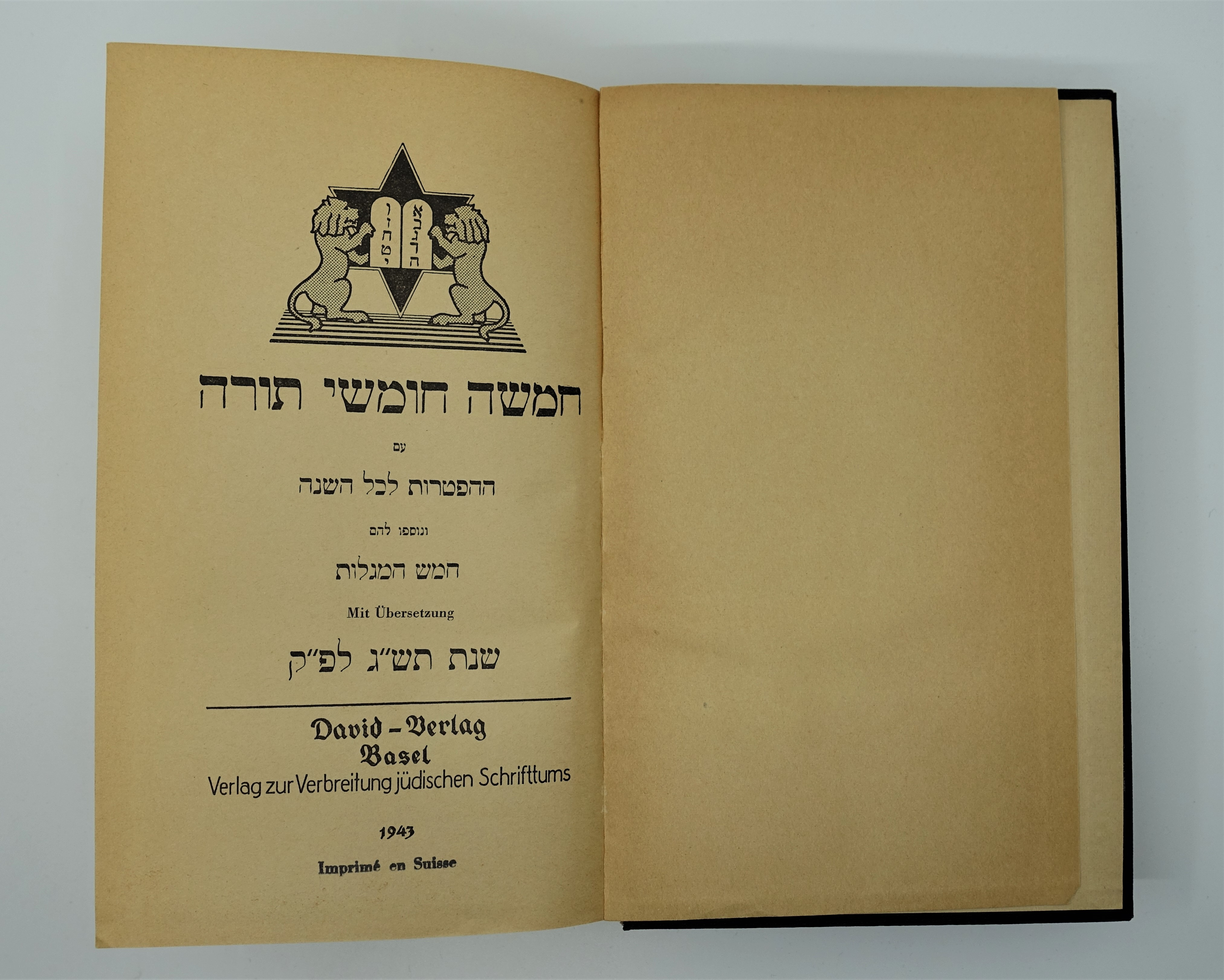
چوماش از بازل، ۱۹۴۳، در مجموعه موزه یهودیان سوئیس.

چوماش (همچنین Ḥumash؛ عبری: חומש‎، pronounced [χuˈmaʃ] یا pronounced [ħuˈmaʃ] یا ییدیش: pronounced [ˈχʊməʃ]؛ plural Ḥumashim) جمع حماشیم توراتی است به‌صورت چاپی و صحافی کتاب (یعنی دفترنامه) در مقابل سفر تورات که طوماری است.
این واژه از واژه عبری به معنی پنج آمده‌است، ḥamesh (חמש). اصطلاح رسمی‌تر، Ḥamishah Ḥumshei Torah است، «پنج پنجم تورات». همچنین با اصطلاح یونانی لاتین تورات در نسخه‌های چاپی رایج شناخته می‌شود.

## علم اشتقاق لغات

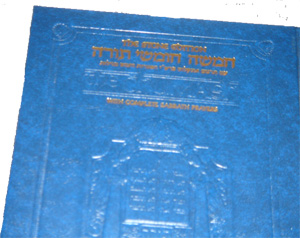
چوماش

واژه ḥumesh یک تغییر واکه استاندارد اشکنازی از ḥomesh به معنای «یک پنجم» است که به هر یک از این پنج کتاب اشاره دارد. با بخش‌گویی به معنای پنج پنجم تورات آمده‌است. تلفظ عبری اسرائیلی مدرن ḥumash بازسازی اشتباهی است که بر این فرض استوار است که لهجه اشکنازی، که تقریباً به‌طور یکسان در ماقبل آخر تأکید می‌شود، نیز تنش واژه را تغییر داده‌است. در واقع، ḥumesh الگوی اصلی تأکید را حفظ می‌کند و هر دو تلفظ حاوی اولین واکه تغییر یافته هستند.
در شیوه نویسندگی اولیه، بین یک سفر تورات، که شامل کل پنج کتاب روی یک طومار پوستی بود، و یک نسخه از یکی از پنج کتاب به تنهایی، که عموماً به صورت کدکس مانند یک کتاب مدرن صحافی شده بود، تمایز وجود داشت. از درجه قداست کمتری برخوردار بود. اصطلاح ḥomesh به‌طور دقیق به یکی از موارد اخیر اطلاق می‌شود؛ بنابراین، ḥomesh B'reshit به معنای دقیق «پنجم پیدایش» است، اما به اشتباه به عنوان ḥumash, B'reshit خوانده شد و به معنای «پنج‌کتبی: پیدایش» تعبیر شد، گویی که ḥumash نام کتاب و Bereshit نام یکی از کتاب‌ها است. قطعات آن برداشت نادرست «تور» را به معنای کل اربعه توریم مقایسه کنید.
در قوانین حقوقی مانند تورات میمونید مشنه مقرر شده‌است که هر نسخه‌ای از پنج کتاب که با قوانین سخت سفر تورات مطابقت نداشته باشد، مثلاً به دلیل اینکه طومار پوستی نیست یا دارای علائم مصوت است. فقط همان حرمت یک نسخه از یک کتاب (ḥomesh) را دارد. به این ترتیب، واژه ḥomesh (یا ḥumash) معنای گسترده‌ای از هر نسخه‌ای از پنتاتوک به غیر از سفر تورات پیدا کرد.

## استفاده
واژه حُمَش عموماً فقط به نسخه‌های صحافی شده «کتاب» اطلاق می‌شود، در حالی که شکل «طومار» سیفر تورات («کتاب [تورا») نامیده می‌شود.
در عمل مدرن یهودی:
- حُمَش چاپی معمولاً متن عبری تورات را با نقُد (علامت‌های مصوت) و نشانه‌های قلاب ، که به ۵۴ بخش هفتگی تورات ( پاراشیوت ) تشکیل می‌دهند، همراه با حفتره برای هر بخش و اغلب ترجمه‌ها و یادداشت‌ها، تنظیم می‌کند.
- یک حماش راشی همچنین حاوی تارگوم اونکلوس و تفسیر راشی است و ممکن است ترجمه‌ای بومی از متن داشته باشد یا نداشته باشد.
- یک Tikkun soferim یا Tiqqun Qore'im در ستون‌های موازی، متن بدون آواز پنج‌تکیه‌ای را که در طومار تورات ظاهر می‌شود و متن چاپی معمولی را همان‌طور که در چماش ظاهر می‌شود، تنظیم می‌کند. گاهی اوقات شامل هفتاروت و پنج مگیلو می‌شود. این به عنوان کمکی برای سوفر (کاتبان تورات) و برای کسانی که آماده خواندن از سفر تورات در کنیسه هستند وجود دارد.
- مجموعه چند جلدی فقط به زبان عبری، اغلب اما نه همیشه شامل کل تناخ با نت‌های ماسورتیکی (گاهی)، تارگومیم و چندین تفسیر کلاسیک، به عنوان Mikraot Gedolot ("کتب مقدس بزرگ") نامیده می‌شود.